# Marilyn Monroe
Marilyn Monroe (rođena Norma Jeane Mortenson; Los Angeles, 1. lipnja 1926. – Hollywood, 4. kolovoza 1962.) bila je američka filmska glumica, pjevačica, model i pop-ikona, svojedobno i dobitnica Zlatnoga globusa za najbolju glavnu glumicu. Bila je poznata po svojim komičarskim vještinama pa je postala jedna od najvećih filmskih zvijezda pedesetih i ranih šezdesetih godina 20. stoljeća te kulturna i modna ikona.. Postala je i jedan od najpopularnijih seks simbola 1950-ih i ranih 1960-ih, kao i amblem seksualne revolucije tog doba. Njezini su filmovi zaradili preko 200 milijuna dolara (ekvivalentno 2 milijarde dolara 2021.) do njezine smrti 1962. godine.

## Djetinjstvo
Marilyn Monroe rođena je kao Norma Jeane Mortenson u sirotištu Okružne bolnice u Los Angelesu. Prema zapisima njezina biografa Freda Lawrencea Guilesa, njezina ju je baka, Della Monroe Grainger, krstila pod imenom Norma Jean Baker. Dana 23. veljače 1956. promijenila je ime u Marilyn Monroe.
Monroeini djed i baka s majčine strane bili su Otis Emer Monroe i Delia Mae Hogan. Njezina majka Gladys Pearl Monroe rođena je u Porfirio Diazu, u Meksiku, sada poznat kao Piedras Negras, 27. svibnja 1902., gdje se obitelj preselila kako bi Otis mogao raditi na željeznici. Obitelj se vratila u Kaliforniju gdje je rođen Gladysin brat Otis, 1905. Njihov otac, koji je bolovao od sifilisa koji mu je napao mozak, umro je 1909. u bolnici u Južnoj Kaliforniji, u okrugu Bernardino. Gladys se prvo 1917. udala za Jaspera Baker Maya, s kojim je dobila dvoje djece, Roberta Kermita Bakera (rođenog 24. siječnja 1918.) i Berniece Baker (rođenu 30. lipnja 1919.). Oboje su rođeni u Los Angelesu. Nakon što su se Gladys i njezin muž razveli, on je odveo djecu sa sobom u Kentucky, gdje je rođen. Prema Miracleovoj knjizi My Sister Marilyn, i Gladys se preselila tamo, kako bi bila bliže djeci. Nakon što je živjela tamo neko vrijeme, vratila se u Los Angeles
Kad se vratila u Los Angeles, udala se za Martina Edwarda Mortensona (1897. – 1981.) 11. listopada 1924. Razveli su se nakon samo šest mjeseci. Prema knjizi My Sister Marilyn, Martinov otac, koji se isto zvao Martin, rođen je u Haugesundu, u Norveškoj, a imigrirao je u Sjedinjene Države oko 1880. gdje se oženio sa Stellom Higgins. Njihov sin rođen je u Valleju, u Kaliforniji.
Mnogi biografi, kao što je Donald H. Wolfe u knjizi The Last Days of Marilyn Monroe, vjeruju kako je biološki otac Norme Jeane bio Charles Stanley Gifford, prodavač u filmskom studiju RKO Pictures gdje je Gladys radila kao montažerka. Na Monroeinom rodnom listu kao otac je naveden Gladysin drugi muž, Martin Edward Mortenson. Kako je Mortenson ostavio Gladys prije rođenja Norme Jeane, neki biografi smatraju kako bi on mogao biti otac. U intervjuu za Lifetime, James Dougherty, njen prvi muž, rekao je da je Norma Jeane vjerovala da joj je Gliford otac. Tko god bio njezin otac, nije imao nikakvu ulogu u njezinom životu.

### Posvojitelji
Kako nije uspjela nagovoriti Dellu da uzme Normu Jeane, Gladys ju je udomila kod Alberta i Ide Bolender iz Hawthornea, Kalifornija, gdje je živjela do svoje sedme godine. U njezinoj autobiografiji My Story, Monroe je izjavila kako je mislila da je Albert djevojka.
Gladys je posjećivala Normu Jeane svake subote. Jednog dana, rekla je kako je kupila kuću. Nekoliko mjeseci nakon što su se uselili, Gladys je doživjela slom živaca. U My Story, Monroe se prisjetila kako je majka "vrištala i smijala se" te da je na silu smještena u bolnicu u Norwalku. Prema knjizi My Sister Marilyn, Gladysin brat, Marion, se objesio nakon izlaska iz umobolnice, a i Dellin otac je počinio istu stvar kad je patio od depresije.
Norma Jeane proglašena je državnom štićenicom, a Gladysina najbolja prijateljica, Grace McKee (kasnije Goddard) postala je njezin skrbnik. Kad se McKee 1935. udala, Norma Jeane poslana je u sirotište u Los Angelesu, a zatim se selila po udomiteljskim kućama.
Goddardovi su se selili na istočnu obalu te je nisu mogli povesti sa sobom. Grace je prišla majci Jamesa Doughertyja i upitala je bi li njezin sin oženio djevojku. Vjenčali su se dva tjedna nakon što je navršila 16 godina, pa se Norma Jeane nije morala vratiti u sirotište ili udomiteljima.

## Karijera

### Rane godine
Dok joj je muž služio u transportnoj mornarici tijekom Drugog svjetskog rata, Norma Jeane Dougherty preselila se sa svekrvom i počela raditi u tvornici Radioplane Company (čiji je vlasnik bio holivudski glumac Reginald Denny) gdje su se bojili dijelovi aviona i pregledavali padobrani. Vojni fotograf David Conover pregledavao je lokalne tvornice, fotografirajući za članak u časopisu YANK o ženama koje pridonose ratnim naporima. Nju je vidio kao potencijalni model, a ubrzo je potpisala agenciju za modele, The Blue Book. U svojoj knjizi Finding Marilyn, Conover je tvrdio kako s njom godinama bio u vezi. Ubrzo nakon potpisivanja za agenciju, Monroe je skratila kosu, izravnala je i obojila u zlatno plavu.
Postala je jedna od najuspješnijih modela agencije, pojavljujući se na desecima naslovnica raznih časopisa. 1946. ju je primijetio lovac na talente Ben Lyon. Dogovorio joj je audiciju u 20th Century Foxu. Ponuđen joj je standardni šestomjesečni ugovor uz početnu plaću od 125 dolara tjedno.
Lyon joj je predložio da uzme umjetničko ime Marilyn (po Marilyn Miller), jer Norma Jeane nije bilo toliko komercijalno. Za prezime je uzela majčino djevojačko prezime. Tako je 21-godišnja Norma Jeane Baker postala Marilyn Monroe. Tijekom svojih prvih šest mjeseci u Foxu, Monroe nije dobivala angažman, ali je Fox produžio ugovor, a nastupila je u manjim ulogama u filmovima Scudda Hoo! Scudda Hay! i Opasne godine, oba iz 1947. U Scudda Hoo!, cijela njena izvedba je izrezana osim kratke pojave njezina lica kad izgovara dvije riječi. Fox nije htio obnoviti ugovor. Monroe se vratila poslu modela te je počela ostvarivati kontakte u Hollywoodu.
1948. je nastupila u mjuziklu Columbia Picturesa, Ladies of the Chorus, ali niskobudžetni fim nije ostvario veći uspjeh, a Monroe je opet dobila otkaz. Tada je upoznala jednog od najboljih holivudskih agenata, Johnnyja Hydea, koji joj je sredio novi ugovor s Foxom nakon što ju je MGM odbio. Potpredsjednik Foxa Darryl F. Zanuck nije bio siguran u njen potencijal, ali je popustio zbog Hydeove upornosti. Monroe je dobila sporedne uloge u Foxovom filmu Sve o Evi i MGM-ovoj Džungli na asfaltu. Iako su uloge bile male, publika i kritičari su primijetili kako je Hyde sredio manju operaciju plastičnu operaciju za nju, za njen nos i bradu, koja je došla nakon stomatološke operacije.
Sljedeće dvije godine bile su ispunjene beznačajnim ulogama u filmovima kao što su We're Not Married! i Ljubavno gnijezdo. Međutim, šefovi RKO-a iskoristili su njezine potencijale na box-officeu u produkciji Fritza Langa, Clash by Night. Nakon što je film dobro prošao, Fox je iskoristio sličnu taktiku pa je dobila ulogu recepcionarke s Caryjem Grantom i Ginger Rogers u jeftinoj komediji Howarda Hawksa, Majmunska posla. Kritičari je više nisu izbjegavali, a uspjeh oba filma često je pripisivan njenoj sve većoj popularnosti.
Fox joj je 1952. konačno dao glavnu ulogu u Dont Brother to Knock, u kojem je portretirala poremećenu dadilju koja napada djecu koju čuva. Bio je to jeftini film B-produkcije a iako su kritike bile podijeljene, tvrdili su kako je Monroe potvrdila da je spremna za ozbiljnije uloge. Izvedba u tom filmu uzima se kao jedna od njezinih najboljih u karijeri.

### Filmska zvijezda
Monroe je potvrdila kako se može nositi s ulogama u visokobudžetnim filmovima kad je nastupila u Niagari 1953. Filmski kritičari pisali su o Monroeinoj vezi s kamerom koliko i o zlokobnoj priči. Igrala je neuravnoteženu ženu koja planira ubojstvo svog muža.

#### Playboyjevaljepotica
U to vrijeme počele su kružiti fotografije gole Monroe, koje je snimio fotograf Tom Kelley kad je ona tražila posao. Slike je kupio Hugh Hefner, a u prosincu 1953. se pojavila u prvom izdanju Playboya. Zbog konsternacije u Foxu, Monroe je odlučila javno potvrditi da je na slikama uistinu ona. Kad ju je novinar upitao što nosi u krevetu, odgovorila je: "Chanel No. 5". Kad su je pitali što je imala na sebi tijekom snimanja, odvratila je: "Radio".

#### Prvorazredna glumica
Tijekom sljedećih mjeseci, uloge u filmovima Muškarci više vole plavuše i Kako se udati za milijunaša zacementirali su njezin status na A-listi glumica te je postala jedna od najvećih svjetskih filmskih zvijezda. Raskošne Technicolorove komedije utemeljili su Monroeinu personu glupe plavuše.
U filmu Muškarci više vole plavuše, Monroe se pojavila kao sponzoruša i plesačica Lorelei Lee, a scena u kojoj pjeva "Diamond Are a Girl's Best Friend" inspirirala je pjevačice kao što su Madonna, Kylie Minogue i Geri Halliwell.
U filmu Kako se udati za milijunaša, Monroe se udružila s Lauren Bacall i Betty Grable. Glumila je kratkovidnu glupu plavušu, a iako je uloga bila stereotipna, kritičari su primijetili njezin komičarski timing.
Njezina dva sljedeća filma, Rijeka bez povratka i mjuzikl Nema biznisa do šoubiznisa, nisu bili uspješni. Monroeovoj su dosadile uloge koje joj je dodjeljivao Zanuck. Nakon završetka snimanja filma Sedam godina vjernosti početkom 1955., raskinula je svoj ugovor i otišla studirati glumu u New York kod Leeja Strasberga. Fox nije pristao na njezine zahtjeve te je inzistirao da se vrati za produkcije filmova koje je smatrala neumjesnima, kao što su Djevojka u ružičastim tajicama (koji nikad nije snimljen), The Girl in the Red Velvet Swing i Kako biti jako, jako popularan.
Monroe je ostala u New Yorku. Kako se Sedam godina čežnje popeo na vrh liste najuspješnijih filmova 1955., a Foxove starlete Jayne Mansfield i Sheree North nisu uspjele osvojiti publiku, Zanuck je priznao poraz, a Monroe se vratila u Hollywood. Sastavljen je novi ugovor, uz klauzulu da može nastupati i u projektima drugih studija.
Prvi film pod novim ugovorom bio je Autobusna postaja, redatelja Joshue Logana. Glumila je Cherie, salonsku pjevačicu koja se zaljubljuje u kauboja. Monroe se namjerno pojavila loše našminkana i neglamurozna. Bila je nominirana za Zlatni globus, a i kritičari su hvalili njezinu izvedbu. Kritičar The New York Timesa, Bosley Crowther, je napisao: "Ljudi, čvrsto se držite i pripremite se za silno iznenađenje. Marilyn Monroe se konačno dokazala kao glumica." U svojoj autobiografiji, Movie Stars, Real People and Me, redatelj Joshua Logan je napisao: "Shvatio sam kako je Marilyn jedan od najvećih talenata svih vremena... Iznenadilo me kako je bila mnogo bistrija osoba nego što sam zamišljao, a mislim da sam tada prvi put shvatio kako inteligencija i oštroumnost nemaju nikakve veze s obrazovanjem."

#### Marilyn Monroe Productions
Monroe je osnovala vlastitu produkcijsku kompaniju s prijateljem i fotografom Miltonom H. Greeneom. Marilyn Monroe Productions objavio je 1957. prvi i zadnji film, Princ i plesačica, koji je zaradio podijeljene kritike. Osim što je bila izvršni producent, nastupila je u glavnoj ulozi s afirmiranim britanskim glumcem Laurenceom Olivierom, koji je i režirao film.
Olivier je bio bijesan zbog njezine navike da kasni na set, kao i zbog njezine ovisnosti o svojoj učiteljici drame, Pauli Strasberg. Kritičari su hvalili njezinu izvedbu, posebno u Europi, gdje joj je dodijeljena nagrada David di Donatello, talijanski ekvivalent Oscara. Bila je nominirana i za BAFTA nagradu.

### Kasnije godine
1959. je donijela najveći hit njene karijere, komediju Billyja Wildera Neki to vole vruće, u kojoj je nastupila s Tonyjem Curtisom i Jackom Lemmonom. Kad je snimanje završilo, Wilder je javno pričao o njezinom teškom ponašanju na setu. Ubrzo se, međutim, Wilderov stav ublažio te ju je počeo hvaliti kao veliku komičarku. Neki to vole vruće smatra se jednim od najboljih filmova ikad snimljenih, a Monroe je za svoju izvedbu dobila Zlatni globus kao najbolja glumica u mjuziklu ili komediji.
Nakon tog filma, Monroe je snimila Volimo se redatelja Georgea Cukora, s Yvesom Montandom. Monroe je bila prisiljena snimiti film zbog obaveza prema studiju 20th Century Fox. Iako film nije bio ni financijski ni kritički uspjeh, u njemu je otpjevala jednu od legendarnih glazbenih brojeva, pjesmu Colea Portera "My Heart Belongs to Daddy".
Arthur Miller napisao je ono što će postati posljednja dovršena suradnja Monroe i Clarka Gablea, Neprilagođeni. Iscrpljujuće snimanje odvijalo se u vrućoj pustinji u Nevadi. Monroe, Gable i Montgomery Clift ostvarili su izvedbe koje suvremeni kritičari smatraju izvrsnima. Tabloidi su okrivljivali nju zbog smrti Clarka Gablea od srčanog udara, tvrdeći kako ga je gnjavila na setu. Gable je, međutim, inzistirao da sam izvodi kaskaderske scene, a bio je i strastveni pušač. Nakon Gableove smrti, Monroe je nazočila krštenju njegova sina.
Monroe se vratila u Hollywood kako bi nastavila snimanje komedije Georgea Cukora, Something's Got to Give, nikad završeni film koji je postao legendaran zbog problema na setu, a pokazao se kao skupi debakl za Fox. U svibnju 1962. je ostvarila posljednji poznati javni nastup, pjevajući Happy Birthday, Mr. President na televizijskoj rođendanskoj proslavi predsjednika Johna F. Kennedyja.
Kako je bio financijski opterećen produkcijom Kleopatre, s Elizabeth Taylor u glavnoj ulozi, Fox je otpustio Monroe i zamijenio je s Lee Remick. Međutim, Dean Martin, koji je u svojem ugovoru imao klauzulu da može birati glumce s kojima će surađivati, nije htio nikog do Monroe. Studio ju je vratio.
Monroe je dala veliki intervju za Life, u kojem je otkrila kako je bila ogorčena kad su je u Hollywoodu počeli etiketirati kao glupu plavušu te kako je voljela svoju publiku. Snimila je i fotosession za Vogue, a počela je raditi na svom sljedećem filmskom projektu s Geneom Kellyjem i Frankom Sinatrom, prema biografiji Donalda Spota. Osim toga, namjeravala je nastupiti u biografskom filmu o Jean Harlow. Drugi projekti u kojima je trebala nastupiti bili su What a Way to Go! (u kojem će je zamijenila Shirley MacLaine), Poljubi me, budalo, komedija s Deanom Martinom u glavnoj ulozi (Kim Novak preuzela je Monroeinu ulogu) i mjuzikl A Tree Grows In Brooklyn.
Monroein zadnji dom bio je u Brentwoodu u Los Angelesu. Spremačica ju je našla mrtvu 5. kolovoza 1962. Objavljeno je kako je uzrok smrti bilo predoziranje tabletama za spavanje. Ostala su pitanja o okolnostima i o tome koliko je vremena prošlo kad ju je spremačica našla. Osim toga, postoje neke teorije zavjere koje govore kako su za njezinu smrt odgovorni John i Robert Kennedy.
8. kolovoza 1962., Monroe je pokopana u kripti u groblju Westwood Village Memorial Park u Los Angelesu, Kalifornija. Lee Strasberg održao je govor na sprovodu. Ona ostaje jedna od najlegendarnijih ličnosti 20. stoljeća i prototip holivudske filmske zvijezde.

## Brakovi i veze

### James Dougherty
Monroe se udala za Jamesa Doughertyja 19. lipnja 1942. U knjigama The Secret Happiness of Marilyn Monroe i To Norma Jean with Love, Jimmie, tvrdio je da su se voljeli, ali da su nju ponijeli snovi o slavi. 1953. je napisao članak zvan "Marilyn Monroe Was My Wife" za Photoplay, u kojem je tvrdio da ju je ostavio.
U dokumentarcu iz 2004., Marilyn's Man, Dougherty je ustvrdio još tri stvari: da je bio njezin Svengali te da je on stvorio "Marilyn Monroe" personu, da su je šefovi studija natjerali da se razvede od njega i da je on bio njezina jedina prava ljubav.
Ponovno se oženio 1947. Kad su ga obavijestili o njezinoj smrti, 6. kolovoza 1962., New York Times je objavio da je odgovorio, "Žao mi je", i nastavio svoju policijsku patrolu u Los Angelesu. Nije se pojavio na njezinom sprovodu.

### Joe DiMaggio
Joe DiMaggio vidio je 1951. Monroeinu sliku s dva igrača Chicago White Soxa, ali ju nije pozvao sve do 1952. Ona je napisala u My Story da ga nije htjela upoznati, bojeći se da se on uklapa u stereotip američkog sportaša. Vjenčali su se u gradskoj vijećnici San Francisca 14. siječnja 1954. Tijekom medenog mjeseca, posjetili su Japan, a nju su zamolili da posjeti Koreju. U četiri dana je održala deset nastupa na vrlo niskim tempereturama za sto tisuća vojnika koji su tamo služili. Biografi su naglasili da DiMaggio, koji je ostao u Japanu, nije bio sretan ženinom odlukom jer je htio da to bude intimni put.
14. rujna 1954. ona je snimila sada već kultnu scenu u kojoj joj vjetar diže haljinu za film Sedam godina vjernosti u njujorškom kazalištu Trans-Lux. Bill Kobrin, tadašnji Foxov dopisnik s istočne obale, rekao je kako je Billy Wilder htio da to postane medijski cirkus: "... svaki put kad bi se haljina digla, publika bi se uzbudila, a DiMaggio bi poludio." Par se poslije posvađao u predvorju hotela. Ona je zatražila razvod zbog mentalnog nasilja 274 dana nakon vjenčanja.
Godinama kasnije obratila mu se za pomoć. U veljači 1961., njezin psihijatar poslao ju je u psihijatrijsku kliniku Payne Whitney, gdje je, prema Donaldu Spotu, smještena u odjel za najteže slučajeve. Kako se nije mogla sama odjaviti, nazvala je DiMaggija, koji ju je izveo. Poslije mu se pridružila na Floridi. Njihova priča o tome kako su "samo dobri prijatelji" nisu zaustavili glasine o tome kako su se ponovno vjenčali.
Prema Mauryju Allenu, 1. kolovoza 1962., DiMaggio je - alarmiravši kako se njegova bivša žena spetljala s ljudima koji će joj nauditi, kao što su Frank Sinatra i njegov "Rat Pack" - dao je otkaz u vojnoj službi kako bi je ponovno zaprosio. Pokupio je njezino tijelo i sredio sprovod. Dvadeset godina je u njezinu kriptu stizao tucet crvenih ruža - tri puta tjedno. Za razliku od njezina druga dva muža, nikad nije govorio o njoj u javnosti, nije pisao o tome te se nije ponovno oženio.

### Marlon Brando
Tijekom braka s DiMaggiom, Monroe je upoznala glumca Marlona Branda. Ona je u to vrijeme snimila blockbuster Niagara, a on hvaljeni Viva Zapata!. Dvoje su se upoznali na holivudskoj zabavi, upustili se u kratki razgovor i razišli. Nekoliko tjedana poslije, Brandov prijatelj je izazvao Branda smije li nazvati bilo koju ženu i pitati je želi li se sastati s njim u hotelu. Ideja je bila potvrditi glasinu da Brando može imati ženu koju poželi. On se slučajno sjetio kratkog razgovora s Marilyn Monroe samo nekoliko tjedana prije i odlučio je nazvati i pitati hoće li se naći s njim u Hollywood Rooseveltu. Pristala je. Iako je ideja bila pozvati Marilyn i poslati je natrag, Brando se upustio u tajnu vezu s njom. Počeli su se privatno viđati, a čak su se zajedno pojavili na nekoliko holivudskih događaja. Veza je potrajala godinama, a Monroe je sama zabilježila vezu u svoj privatni dnevnik koji je pronađen nakon njene smrti 1962.

### Arthur Miller
29. lipnja 1956. Monroe se udala za dramatičara Arthura Millera, kojeg je upoznala 1951. u White Plainsu, u New Yorku. Vjenčanje se tajilo od medija i od javnosti. Iako je odgojena u kršćanskom duhu, preobratila se na judaizam prije nego što se udala za Millera. Nakon što je završila snimanje filma Princ i plesačica s Laurenceom Olivierom, par se vratio u SAD iz Engleske i otkrio kako je ona trudna. Međutim, ona je patila od endometrioze, a trudnoća se pokazala kao vanmaterična. Završila je pobačajem.
Millerov scenarij za Neprilagođene, priča o očajnom razvodu, trebao je biti dar za Valentinovo za nju, ali u vrijeme kad je snimanje počelo 1960., njihov brak je bio nepopravljiv. Razvod je obavljen u Meksiku 24. siječnja 1961. 17. veljače 1962. Miller se oženio s Inge Morath, jednom od fotografkinja koja je radila na snimanju Neprilagođenih.

## Kennedyji
Bilo je glasina da je Monroe bila u vezi s Robertom Kennedyjem, Johnom F. Kennedyjem ili obojicom. Jeanne Carmen, koja tvrdi da je bila njezina prijateljica, kasnije je rekla da je Monroe hodala s obojicom, iako je voljela samo Roberta. Carmen također vjeruje da je barem jedan od njih dvojice odogovoran za njenu smrt. Joe DiMaggio je rekao svojem sinu i odvjetniku "da su je Kennedyji ubili".
Upetljanost Kennedyja u Monroeinu zagonetnu smrt je stvar rasprava. Novinar Anthony Summers i drugi istražitelji naveli su kako joj je prisluškivana kuća te da to i drugi dokazi indiciraju moguću upetljanost CIA-e, FBI-ja i mafije.

## Nagrade i nominacije
- 1952. Posebna Photoplay nagrada
- 1953. Nagrada Henrietta: Najpopularnija filmska glumica
- 1953. Nagrada Photoplay: Najpopularnija ženska zvijezda
- 1956. Nominacija za BAFTA-u: Najbolja strana glumica, Sedam godina vjernosti
- 1956. Nominacija za Zlatni globus: Najbolja glumica u komediji ili mjuziklu, Autobusna stanica
- 1958. Nominacija za BAFTA-u: Najbolja strana glumica Princ i plesačica
- 1958. Nagrada David di Donatello: Najbolja strana glumica, Princ i plesačica
- 1959. Kristalna zvijezda: Najbolja strana glumica, Princ i plesačica
- 1960. Zlatni globus za najbolju glumicu u komediji ili mjuziklu, Neki to vole vruće
- 1962. Zlatni globus, Najomiljenija svjetska filmska glumica
- Zvijezda na holivudskoj Stazi slavnih, Hollywood Blvd. 6104
- 1999. - šesta najveća ženska filmska zvijezda prema izboru Američkog filmskog instituta

## Vanjske poveznice
- Službena stranica  Arhivirana inačica izvorne stranice od 28. rujna 2010. (Wayback Machine)
- Kolekcija Marilyn Monroe
- Intervju Marilyn Monroe iz 1952. za Parade
- Marilyn Monroe u internetskoj bazi filmova IMDb-u (engl.)
- Virtualna turneja po Monroeinoj hacijendi u Brentwoodu  Arhivirana inačica izvorne stranice od 13. veljače 2008. (Wayback Machine)
- Grob Marilyn Monroe
- Marilyn Monroe, Frank Sinatra, Joe DiMaggio and the 1954 "Wrong Door Raid."
- Slike slapova Niagare tijekom snimanja filma Niagara[neaktivna poveznica]
- Marilyn Monroe Collectibles Feature  Arhivirana inačica izvorne stranice od 4. siječnja 2008. (Wayback Machine)
- Married to Marilyn  Normana Mailera iz The New York Review of Books
- New York Times, 6. kolovoza 1962.